# Jeanne Robinson
Pour les articles homonymes, voir Robinson.
Œuvres principales
- La Danse des étoiles (1979)

Jeanne Robinson, née le 30 mars 1948 à Boston dans le Massachusetts et morte le 30 mai 2010 sur l'Île Bowen en Colombie-Britannique, est une chorégraphe canadienne qui a coécrit avec son mari, Spider Robinson, trois romans de science-fiction formant la série La Danse des étoiles,  qui « met en scène une pionnière de la danse spatiale ». Le premier tome a remporté le prix Hugo du meilleur roman court 1978, le prix Nebula du meilleur roman court 1977 et le prix Locus du meilleur roman court 1978. Le prix des lecteurs du magazine Analog Science Fiction and Fact 1978 a été attribué à l'ensemble de la série. 

## Biographie
Jeanne Robinson est née à Boston dans le Massachusetts (États-Unis). Elle a étudié la danse au Conservatoire de Bostonet dans les écoles de Martha Graham, Alvin Ailey, et Erick Hawkins. Elle a dansé au sein du Beverly Brown Dance Ensemble à New York et a été directrice artistique au Nova Dance Theatre d'Halifax en Nouvelle-Écosse (Canada). Elle y a chorégraphié plus de cinquante créations originales différentes. 
Jeanne Robinson a épousé son collègue auteur de science-fiction, Spider Robinson, en 1975. On lui a diagnostiqué un cancer des voies biliaires en février 2009. Elle a subi alors de nombreux traitements puis est morte à l'âge de soixante-deux ans le 30 mai 2010.

## Œuvres

### TrilogieLa Danse des étoiles
La trilogie La Danse des étoiles (en) a été écrite en collaboration avec son mari, Spider Robinson.
1. La Danse des étoiles, Calmann-Lévy, coll. « Dimensions SF », 1979 ((en) Stardance, 1979)Roman contenant le roman court La Danse des étoiles, prix Hugo du meilleur roman court 1978, prix Nebula du meilleur roman court 1977 et prix Locus du meilleur roman court 1978, ainsi que le roman Stardance II
2. (en) Starseed, 1991
3. (en) Starmind, 1995